# Out 1: Spectre
Out 1: Spectre ist ein Film von Jacques Rivette aus dem Jahr 1972. Von dem für Out 1 gedrehten Material existieren zwei fertiggestellte Filmversionen: eine Lang-Version, der ca. 13 Stunden lange Film Out 1: Noli me tangere, und eine „Kurz“-Version: Out 1: Spectre, etwas mehr als 4 Stunden lang.

## Entstehungsgeschichte
April–Mai 1970: Dreharbeiten.
1970–1971: Montage des Materials zu einer Arbeitskopie.
Oktober 1971: Vorführung einer ersten unfertigen, bereits ca. 13 Stunden langen Fassung des Films – vergleichbar einem Rohschnitt – in der Maison de la Culture von Le Havre.
1971–1972: Es stellt sich heraus, dass für die Fertigstellung und den Vertrieb der langen Version keine Produzenten gewonnen werden können. Rivette entschließt sich daraufhin, mit der Filmeditorin Denise de Casabianca eine „Kurz“-Version herzustellen.
Ende 1972: Erste Übertragungen von Out 1: Spectre im Fernsehen.
30. Juni 1973: Kinopremiere von Out 1: Spectre im Internationalen Forum des jungen Films in Berlin.

## Handlung
Paris im Frühjahr 1970.
Eine Theatergruppe, unter der Leitung von Thomas, bei den Proben zu Aischylos‘ Stück Der gefesselte Prometheus.
Eine andere Theatergruppe, unter der Leitung von Lili, bei den Proben zu Aischylos‘ Stück Sieben gegen Theben.
(Dass es diese beiden Theaterstücke sind, die geprobt werden, wird die Zuschauerin, der Zuschauer allerdings ohne weiteres nicht erkennen. Bei den Proben geht es in beiden Gruppen eher um verschiedenste Formen der Körper- und Stimmarbeit als um die Texte. Es fallen zwar die Namen Prometheus bzw. Polyneikes und Eteokles, aber die Titel der Theaterstücke nennt Thomas erst relativ spät im Film beiläufig in einem Gespräch mit seiner Freundin Sarah.)
Ein junger Mann, Colin, der, zumeist in Cafés, für je einen Franc „Schicksalsbotschaften“ („Messages du Destin“) verkauft. Er gibt sich zunächst als taubstumm aus, kommuniziert nur über die Töne seiner Mundharmonika, aber irgendwann beginnt er zu sprechen.
Eine junge Frau, Frédérique, die sich mit Kleindiebstählen durchschlägt, die, zumeist in Cafés, Männern ein paar Francs klaut oder schnorrt.
Beide, Colin und Frédérique, kommen, auf unterschiedliche Weise, in Kontakt zu Leuten, die einer mysteriösen „Gruppe der Dreizehn“ angehören.
Colin bekommt Zettel zugespielt, auf denen sich mehr oder weniger kryptische Texte befinden. Die Entschlüsselung eines dieser Texte führt ihn auf Balzacs Geschichte der Dreizehn, eines anderen auf eine Adresse: 2, place Sainte Opportune. Es ist die Adresse eines kleinen Ladens, der von Pauline geführt wird. In sie wird sich Colin verlieben, und er wird sie nach einer Weile fragen: „Sind Sie eine der Dreizehn ?“
Frédérique dagegen gelangt in das Haus Etiennes und entwendet dort einige Briefe. Auch in den Briefen geht es um diese mysteriöse Gruppe, und sie sagt sich, damit müssten doch kleinere Erpressungen möglich sein. Sie versucht es, mit unterschiedlichem Erfolg, bei Étienne, bei der Anwältin Lucie und bei jener Pauline.
Alle diese Elemente bilden eher die Konstruktion der Geschichte, die der Film erzählt. So begegnen sich die beiden zentralen Figuren Colin und Frédérique ein einziges Mal, in der Boutique Paulines, ohne voneinander Kenntnis zu nehmen. Die Intrige des Films entwickelt sich aus dem unterschiedlichen Interesse, das die einzelnen Mitglieder der Gruppe immer noch oder wieder entgegenbringen, und aus den Zuneigungen und Rivalitäten untereinander. – Rivette: „Im Gegensatz zu dem, was die meisten Leute glauben, erfährt man in der langen Version nicht mehr als in der kurzen.“ (Vgl. Abschnitt Handlung im Artikel zu Out 1: Noli me tangere.)

## Varia

### WarumSpectre?
„Ich wollte, dass die kurze Fassung einen eigenen Titel hat. Ich habe mich wirklich bemüht, einen zu finden. Das Wort „Spectre“ hat so viele Bedeutungen, dass es letztlich gar keine gibt.“ (Ins Deutsche übersetzt von „Spektrum“ bis „Gespenst“.)

## DVD
DVD 5 der Box Jacques Rivette, Out 1. absolut MEDIEN / arte Edition, 2013. ISBN 978-3-89848-700-9.